# Порча земли
Порча земли — экологическое преступление, заключающееся в самовольном снятии или перемещении плодородного слоя почвы, уничтожении плодородного слоя почвы, а равно порчи земель в результате нарушения правил обращения с пестицидами и агрохимикатами или иными опасными для здоровья людей и окружающей среды веществами и отходами производства и потребления.

## Объект преступления
Земля в любом виде: земельные участки, сельскохозяйственные угодья, участки земли населённых пунктов, занятые под нужды промышленности, транспорта, связи, энергетики, обороны и другие участки земли, не зависимо от степени освоения и характера собственности. Смежным является термин «почва», являющееся минерально-органическим образованием, которое характеризуется плодородием.

## Виды порчи земли

### Загрязнение земли
Источниками загрязнений являются токсические промышленные отходы, концентрация которых превышает ПДК (предельно допустимая концентрация), радиоактивные вещества свыше ПДУ (предельно допустимого уровня), чрезвычайно ядовитые, высокоядовитые, среднеядовитые пестициды.

### Захламление земли
Захламление земли — это размещение в неустановленных местах свалок, смешение с почвой отходов промышленной и бытовой деятельности: пластика, древесных остатков, металлолома, стеклобоя, строительного мусора.

## Последствия
Отравление, загрязнение и другая порча земли вызывает деградацию земель, их дальнейшую непригодность для сельскохозяйственной и иной деятельности. Использование загрязнённых земель может вызвать негативные последствия для водных источников, сельскохозяйственной продукции, представляет собой угрозу для жизни и здоровья людей, способствует разрушению объектов историко-культурного наследия и природных ландшафтов.

## Законодательство
Порча земли является экологическим преступлением, обязательный признак состава которого — последствия:
1. Причинение вреда здоровью людей, выраженного во временной или стойкой утрате работоспособности;
2. Причинение вреда окружающей среде, выраженное в болезнях объектов животного и растительного мира, загрязнении водных объектов, наступающих в результате смыва удобрений и других вредных веществ в водоёмы;
3. Деградация земель как объекта окружающей среды.

Преступление совершается косвенным образом по отношению к указанным объектам.
Субъект преступления — вменяемые лица, достигшие 16-летнего возраста, осуществляющее хозяйственную и иную деятельности, связанную с обращением (использование, хранением, транспортировкой) указанных веществ.
За деяние, совершаемое в зоне экологического бедствия или чрезвычайной экологической ситуации, а также повлёкшее за собой по неосторожности смерть человека следует наказание в виде принудительных работ на срок до пяти лет либо лишение свободы на тот же срок.